# DDR-Meisterschaften im Boxen 1985

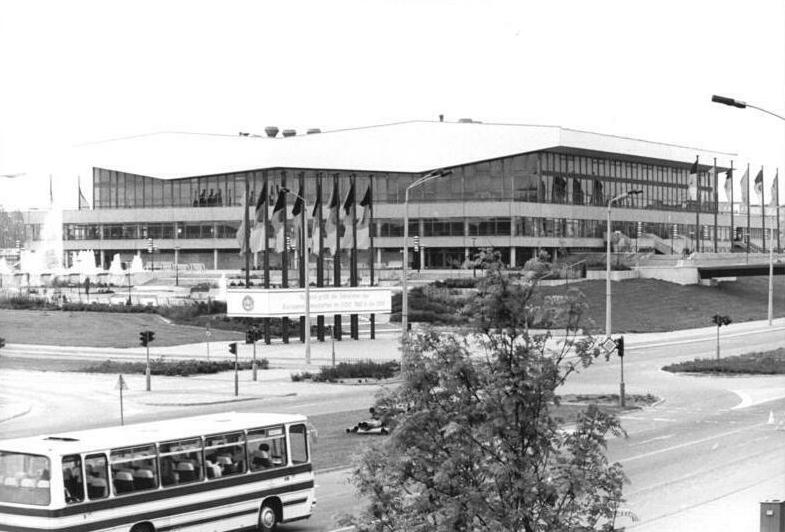
Sport- und Kongresshalle
(Austragungsort der DDR-Meisterschaften im Boxen 1985)

Die DDR-Meisterschaften im Boxen wurden 1985 zum 37. Mal ausgetragen und fanden vom 4. bis 8. Dezember in der Rostocker Sport- und Kongresshalle statt. An den Titelkämpfen nahmen 108 Boxer teil, die in zwölf Gewichtsklassen die Meister ermittelten. Geboxt wurde auch in Ribnitz-Damgarten (Vorrunde/Viertelfinale) und Wismar (Viertel- und Halbfinale). Der SC Traktor Schwerin war mit fünf Titeln der erfolgreichste Verein dieser Meisterschaft. Mit Dieter Berg, Klaus-Dieter Kirchstein, Andreas Zülow, Torsten Schmitz, René Suetovius und Ulli Kaden konnten sechs Boxer ihren Titel aus dem Vorjahr verteidigen.

## Endergebnisse
| Gewichtsklasse                  | Gold                                     | Silber                                   | Bronze                                       | Bronze                                 |
| Halbfliegengewicht (bis 48 kg)  | Andreas Tews SC Traktor Schwerin         | Roland Schmidt SC Traktor Schwerin       | Sven-Gunter Nowag SC Chemie Halle            | Jochen Födisch SC Cottbus              |
| Fliegengewicht (bis 51 kg)      | Dieter Berg SC Traktor Schwerin          | Gunnar Lexow ASK Vorwärts Frankfurt/O.   | Pascal Steinmetz SC Chemie Halle             | Dirk Käsebier SC Dynamo Berlin         |
| Bantamgewicht (bis 54 kg)       | Klaus-Dieter Kirchstein SC Dynamo Berlin | René Breitbarth SC Traktor Schwerin      | Wolf-Dieter Schmidt SC Traktor Schwerin      | Jörg Gittner SG Wismut Gera            |
| Federgewicht (bis 57 kg)        | Andreas Zülow SC Traktor Schwerin        | Frank Rauschning SG Wismut Gera          | Michael Stachewicz ASK Vorwärts Frankfurt/O. | Jörg Heidenreich SC Chemie Halle       |
| Leichtgewicht (bis 60 kg)       | Torsten Koch ASK Vorwärts Frankfurt/O.   | Burkhard Hohn SC Traktor Schwerin        | Bernd Sackers SC Traktor Schwerin            | Andreas Otto ASK Vorwärts Frankfurt/O. |
| Halbweltergewicht (bis 63,5 kg) | André Brand SC Cottbus                   | Hartmut Krüger ASK Vorwärts Frankfurt/O. | Jan Heinemann SC Dynamo Berlin               | Andreas Brunnert TSC Berlin            |
| Weltergewicht (bis 67 kg)       | Torsten Schmitz SC Traktor Schwerin      | Wolfram Schmidt SC Traktor Schwerin      | Torsten Lange SC Traktor Schwerin            | Dirk Krause SC Traktor Schwerin        |
| Halbmittelgewicht (bis 71 kg)   | Enrico Richter SG Wismut Gera            | Maik Olesch SC Chemie Halle              | Henry Schult SG Dynamo Rostock               | Jörg Stranz SC Dynamo Berlin           |
| Mittelgewicht (bis 75 kg)       | Henry Maske ASK Vorwärts Frankfurt/O.    | Maik Koudele SC Chemie Halle             | Chuma Kanis SC Dynamo Berlin                 | Eike Walther TSC Berlin                |
| Halbschwergewicht (bis 81 kg)   | René Suetovius SC Chemie Halle           | René Ryl TSC Berlin                      | Wolf Preiss SC Traktor Schwerin              | Jens Demmler ASG Vorwärts Halle        |
| Schwergewicht (bis 91 kg)       | Sven Lange SC Traktor Schwerin           | Maik Heydeck SC Dynamo Berlin            | Peter Philipp SC Chemie Halle                | René Monse BSG Motor Mitte Magdeburg   |
| Superschwergewicht (über 91 kg) | Ulli Kaden SG Wismut Gera                | Lutz Philipp BSG Stahl Hennigsdorf       | Ulli Kling TSC Berlin                        | Mario Anders BSG WBK Berlin            |

## Medaillenspiegel
| Platz | Verein                             | Verein                    | Gold | Silber | Bronze | Total |
| ----- | ---------------------------------- | ------------------------- | ---- | ------ | ------ | ----- |
| 01    | Logo vom SC Traktor Schwerin       | SC Traktor Schwerin       | 5    | 4      | 5      | 14    |
| 02    | Logo vom ASK Vorwärts Frankfurt/O. | ASK Vorwärts Frankfurt/O. | 2    | 2      | 2      | 06    |
| 03    | Logo der SG Wismut Gera            | SG Wismut Gera            | 2    | 1      | 1      | 04    |
| 04    | Logo vom SC Chemie Halle           | SC Chemie Halle           | 1    | 2      | 4      | 07    |
| 05    | Logo vom SC Dynamo Berlin          | SC Dynamo Berlin          | 1    | 1      | 4      | 06    |
| 06    | Logo vom SC Cottbus                | SC Cottbus                | 1    | –      | 1      | 02    |
| 07    | Logo vom TSC Berlin                | TSC Berlin                | –    | 1      | 3      | 04    |
| 08    | Logo der BSG Stahl Hennigsdorf     | BSG Stahl Hennigsdorf     | –    | 1      | –      | 01    |
| 09    | kein Logo vorhanden                | BSG Motor Plamag Plauen   | –    | –      | 1      | 01    |
| 09    | Logo der ASG Vorwärts Halle        | ASG Vorwärts Halle        | –    | –      | 1      | 01    |
| 09    | Logo der BSG Motor Mitte Magdeburg | BSG Motor Mitte Magdeburg | –    | –      | 1      | 01    |
| 09    | Logo der BSG WBK Berlin            | BSG WBK Berlin            | –    | –      | 1      | 01    |
|       | Total                              | Total                     | 12   | 12     | 24     | 48    |